# Zendure
Zendure ist ein US-amerikanisches Unternehmen der Energietechnik mit Hauptsitz in Palo Alto. Es wurde 2013 gegründet und entwickelt mobile Stromspeicher, Powerbanks sowie netzunabhängige Solarenergiesysteme.  Zendure ist international tätig und unterhält Niederlassungen im Silicon Valley (USA), in der Greater Bay Area in China, in Japan und in Deutschland.

## Geschichte
Zendure wurde 2013 von Bryan Liu und Tom Haflinger gegründet. In den Anfangsjahren konzentrierte sich das Unternehmen auf mobile Ladegeräte und Batterien. Eines der ersten Produkte war die A-Series–Powerbank, die als besonders robust („crush-proof“) beworben wurde. 2017 brachte Zendure mit dem Reiseadapter Passport das weltweit erste Universal-Reiseladegerät mit selbstzurückstellender Sicherung auf den Markt. Diese frühen Produkte wurden erfolgreich über Crowdfunding finanziert – seit der Gründung startete Zendure mehr als zehn Kickstarter-Kampagnen.
Ab etwa 2019/2020 erweiterte Zendure seinen Fokus auf größere Energiespeichersysteme. Auf der Crowdfunding-Plattform Indiegogo sammelte das Unternehmen 2021 über 1,3 Millionen US-Dollar für die mobile Powerstation SuperBase Pro ein. Im selben Jahr erhielt Zendure eine Series-A-Finanzierung in Millionenhöhe, an der sich u. a. Shanghai GP Capital und die YOTRIO Group beteiligten. 2022 führte Zendure mit der SuperBase V ein modulare Heimspeichersystem ein, das via Kickstarter rund 5 Millionen US-Dollar an Vorbestellungen erreichte. Im Jahr 2023 expandierte Zendure verstärkt in den europäischen Markt: Besonders das Balkon-Solarspeichersystem SolarFlow erzielte in Deutschland in den ersten Wochen hohe Verkaufszahlen (über 4.100 Einheiten binnen eines Monats). Zur Unterstützung des Wachstums schloss Zendure 2023 eine weitere Finanzierungsrunde (Series A++) über nahezu 100 Millionen RMB (ca. 13 Mio. €) ab. Seit der Gründung ist die Belegschaft des Unternehmens auf rund 190 Mitarbeiter angewachsen (Stand 2023), wobei fast die Hälfte im Bereich Forschung und Entwicklung tätig ist.

## Produkte und Technologien
Zendure bietet ein breites Spektrum an Geräten zur Energieversorgung an. Zu den tragbaren Ladegeräten und Akkus gehören die stoßfesten A-Series‐Powerbanks sowie Hochkapazitäts-Powerbanks wie der SuperTank und SuperTank Pro. Letzterer verfügt über USB-C Power Delivery mit hoher Leistung und wurde 2020 sogar von Apple für den firmeneigenen Campus angeschafft. Im Bereich Reiseadapter und Ladegeräte machte Zendure mit der Passport-Serie auf sich aufmerksam – der 2017 eingeführte Passport war der erste weltweite Reiseadapter mit automatischer Sicherungsrückstellung. Spätere Modelle wie Passport II Pro und Passport III integrierten USB-C-Schnellladeanschlüsse und Gallium-Nitrid-Technologie.
Für Wohnungen ohne eigene Photovoltaik entwickelte Zendure das Balkonkraftwerk-System SolarFlow – ein Speicher mit zugehörigem Mikro-Wechselrichter für Steckersolaranlagen. Dieses System ermöglicht es Bewohnern, Solarstrom vom Balkon in Batterien zwischenzuspeichern und per KI-basiertem Energiemanagement (Zenki HEMS) den Eigenverbrauch zu optimieren.

## Standorte und Märkte
Der Hauptsitz von Zendure befindet sich in Palo Alto im Silicon Valley (Kalifornien). Die Produktentwicklung und Teile der Produktion erfolgen in der chinesischen Technologieregion Guangdong–Hongkong–Macao (Greater Bay Area), wo Zendure ebenfalls vertreten ist. Darüber hinaus unterhält das Unternehmen Niederlassungen in Japan sowie in Deutschland (Zendure DE GmbH), um wichtige Auslandsmärkte direkt zu betreuen. Zendure vertreibt seine Produkte weltweit über Online-Handel, eigene Webshops und Vertriebspartner in über 50 Ländern. Zu den größten Märkten zählen neben Nordamerika vor allem Europa und Asien. Insbesondere in Deutschland hat sich Zendure im Segment der Balkonkraftwerk-Speicherlösungen einen Namen gemacht und gehört dort zu den Top-3-Anbietern in diesem Bereich.

## Management
CEO und Mitgründer von Zendure ist Bryan Liu, der das Unternehmen seit der Gründung leitet. Liu wuchs in einem ländlichen Gebiet Chinas ohne Stromversorgung auf, was seine Motivation prägte, tragbare Energiezugangslösungen zu entwickeln. Mitgründer Tom Haflinger ist als Chief Experience Officer (CXO) im Führungsteam tätig. Zum erweiterten Management gehören zudem erfahrene Fachleute aus der Technologiebranche, darunter ehemalige Mitarbeiter von Apple, Huawei und BYD. Das Unternehmen ist privat finanziert; zu den Investoren zählen u. a. Shanghai GP Capital, YOTRIO Group sowie Risikokapitalgeber aus den USA, Europa und Asien. Öffentlich zugängliche Umsatz- oder Gewinndaten liegen nicht vor, da Zendure nicht börsennotiert ist.

## Finanzkennzahlen
Als Start-up-Unternehmen veröffentlicht Zendure keine detaillierten Finanzberichte. Bekannt wurde jedoch, dass das Unternehmen bis 2023 mehrere Finanzierungsrunden erfolgreich abschließen konnte. Im November 2021 sicherte sich Zendure eine Series-A-Investition in nicht genannter Millionenhöhe. In einer Erweiterungsrunde (Series A++) im Juli 2023 wurden nochmals fast 100 Mio. Renminbi (≈13 Mio. €) an Kapital eingeworben. Dieses Wachstumskapital floss insbesondere in den Ausbau von Forschung & Entwicklung und die Marktexpansion. Darüber hinaus erzielte Zendure bedeutende Umsätze durch Vorverkäufe im Crowdfunding: So generierten z. B. die Kampagnen für SuperBase Pro und SuperBase V zusammen über 6 Mio. US‑$ an Bestellungen. Die Mitarbeiterzahl stieg seit der Gründung kontinuierlich und lag 2023 bei rund 190 Beschäftigten.